# Майнхер III фон Майсен
Майнхер III фон Майсен (на немски: Meinher III, Burggraf von Meissen; † сл. 19 май 1297) е 1243 г. бургграф на Майсен.
Той е син на бургграф Майнхер II фон Майсен († 1250) и съпругата му Добрита фон Ризенбург († 1264), дъщеря на Богислав фон Ризенбург.

## Фамилия
Майнхер III фон Майсен се жени за фон Лобдебург (София фон Лобдебург-Арншаугк) († пр. 1323), дъщеря на Хартман фон Лобдебург († сл. 1237) и Кристина фон Майсен († сл. 1251). Те имат децата:
- Агнес фон Майсен († сл. 1317), омъжена за бургграф Албрехт/Алберо III фон Лайзниг († 1308/1309)
- Майнхер IV фон Майсен († 30 август 1303), женен за София († между 4 март 1313/19 октомври 1317); имат син
- Гертруд фон Майсен († сл. 20 юли 1312), омъжена за бургграф Ото III фон Дона († сл. 3 декември 1321)